# Islands præsident
Islands præsident (islandsk: Forseti Íslands) er Islands statsoverhoved.
Præsidenten har kun begrænsede beføjelser, idet den udøvende magt først og fremmest er placeret hos regeringen. Præsidenten vælges direkte for en periode af fire år. Den siddende præsident (siden 2024) er Halla Tómasdóttir. Præsidentens residens er Bessastaðir i Álftanes. Island har haft seks præsidenter siden uafhængigheden fra Danmark i 1944.
Hver kandidat skal have mindst fra 1.500 til 3.000 valgberettigede støtter og skal være almindelig valgberettiget og mindst være 35 år gammel. Antallet af præsidentens valgperioder er ikke begrænset af forfatningen.

## Islands præsidenter
| Nr. | Portræt                | Navn                   | Periode        | Periode         |
| Nr. | Portræt                | Navn                   | Tiltrådt       | Fratrådt        |
| --- | ---------------------- | ---------------------- | -------------- | --------------- |
| 1   | Sveinn Björnsson       | Sveinn Björnsson       | 17. juni 1944  | 25. januar 1952 |
| 2   | Ásgeir Ásgeirsson      | Ásgeir Ásgeirsson      | 1. august 1952 | 1. august 1968  |
| 3   | Kristján Eldjárn       | Kristján Eldjárn       | 1. august 1968 | 1. august 1980  |
| 4   | Vigdís Finnbogadóttir  | Vigdís Finnbogadóttir  | 1. august 1980 | 1. august 1996  |
| 5   | Ólafur Ragnar Grímsson | Ólafur Ragnar Grímsson | 1. august 1996 | 1. august 2016  |
| 6   | Guðni Th. Jóhannesson  | Guðni Th. Jóhannesson  | 1. august 2016 | 1. august 2024  |
| 7   |                        | Halla Tómasdóttir      | 1. august 2024 | Siddende        |

## Eksterne links
- Wikimedia Commons har flere filer relateret til Islands præsident
- Officiel hjemmeside